# Ascidia citrina
Ascidia citrina is een zakpijpensoort uit de familie van de Ascidiidae. De wetenschappelijke naam van de soort is voor het eerst geldig gepubliceerd in 1975 door Nishikawa & Tokioka.